# Elvin Dandel
Elvin Dandel (* 1981 in Hermannstadt, Kreis Sibiu, Rumänien) ist ein deutscher Schauspieler, Filmkomponist, Sänger und Musiker sowie Moderator.

## Leben
Dandel wurde im Jahr 1981 als Sohn des deutsch-rumänischen Sängers Ricky Dandel in Hermannstadt geboren. Dessen Wurzeln liegen in Siebenbürgen. Er wuchs im Westen Münchens auf. Mit sechs Jahren erhielt er Unterricht am Klavier, ein Jahr später begann er, seinen Vater bei seinen Auftritten gesanglich zu unterstützen. Er studierte am Richard-Strauss-Konservatorium München.
1999 gab er im Fernsehzweiteiler Else – Geschichte einer leidenschaftlichen Frau sein Filmschauspieldebüt. Er übernahm die Rolle des Friedl Kirschner, Bruder der von Katja Riemann verkörperten titelgebenden Hauptrolle. Der Film wurde am Neujahrestag 2000 im BR Fernsehen gezeigt. 2004 stellte er im Film Die to Live – Das Musikill die Rolle des Max dar und komponierte außerdem die Filmmusik. Der Film wurde unter anderen am 7. Oktober 2004 auf dem New York International Independent Film & Video Festival gezeigt, einem der größten Festivals für unabhängige Filme. 2005 stellte er im Horrorfilm Return of the Living Dead: Necropolis die Rolle des Zeke Borden dar. 2006 verkörperte er in Party Animals 2 einen französischen Soldaten und spielte im Thriller True True Lie die Rolle des Martin Van Trier. 2007 war er in den Horrorfilmen Pumpkinhead: Blutfehde als Tristan McCoy und in Headless Horseman – Der kopflose Reiter als Seth zu sehen.
Seit den 2010 tritt er wieder vermehrt mit seinem Vater als Sänger auf. Er komponierte für die rumänische Sängerin Silvia Stanescu ein Lied, mit dem sie im Vorentscheid des Eurovision Song Contest 2011 antrat. Als Moderator führte er unter anderen durch das internationale Musikfestival „Goldener Hirsch“.

## Filmografie (Auswahl)
- 1999: Else – Geschichte einer leidenschaftlichen Frau (Fernsehzweiteiler)
- 2004: Die to Live – Das Musikill
- 2005: Return of the Living Dead: Necropolis (Return of the Living Dead 4: Necropolis)
- 2006: Party Animals 2 (Van Wilder 2: The Rise of Taj)
- 2006: True True Lie
- 2007: Pumpkinhead: Blutfehde (Pumpkinhead: Blood Feud, Fernsehfilm)
- 2007: Headless Horseman – Der kopflose Reiter (Headless Horseman)